# Iva Lukšová
Iva Lukšová (* 4. února 1971) je česká architektka a designérka, zaměřující se ve svých pracích především na interiér. Od roku 2003 spolupracuje s Českou televizí, kde se podílí na tvorbě pořadu Bydlení je hra a Chalupa je hra. V osobním životě je trenérkou v sjezdovém lyžování a trenerkou biatlonu. Sportu se aktivně věnuje od mládí. Manžel je Martin Lukš.

## Studium
Lukšová v roce 1989 vystudovala střední průmyslovou školu a dále pokračovala na Vysoké škole báňské v Ostravě, kterou dokončila roku 1994. O osm let později na téže škole úspěšně dokončila i doktorské studium.

## Realizace
V pořadu Bydlení je hra zpracovala Lukšová bytové prostory, tedy především obývací či dětské pokoje, dále koupelny, kuchyně a předsíně.
Pracovala však i na realizacích například:
- restaurace Pizza World
- ústavu sociální péče
- Fondu ohrožených dětí Klokánek